# Robert Hibbert
Robert Hibbert, född 25 oktober 1769, död 23 september 1849, var en brittisk handelsman och donator.
Hibbert doterade en fond för föredrag i religionshistoria, Hibbert Lectures, sedan 1902 offentliggjorda i The Hibbert journal. 1878 höll Friedrich Max Müller de första Hibbert Lectures.